# 3172 Гірст
3172 Гірст (3172 Hirst) — астероїд головного поясу, відкритий 24 листопада 1981 року.
Тіссеранів параметр щодо Юпітера — 3,473.